# Baté
Baté ist eine ungarische Gemeinde im Kreis Kaposvár im Komitat Somogy.

## Sehenswürdigkeiten
- Römisch-katholische Kirche Mária Szeplőtelen Szíve, erbaut 1741 (Barock)
- Reformierte Kirche

## Verkehr
Die Gemeinde ist angebunden an die Eisenbahnstrecke zwischen Dombóvár und Kaposvár.

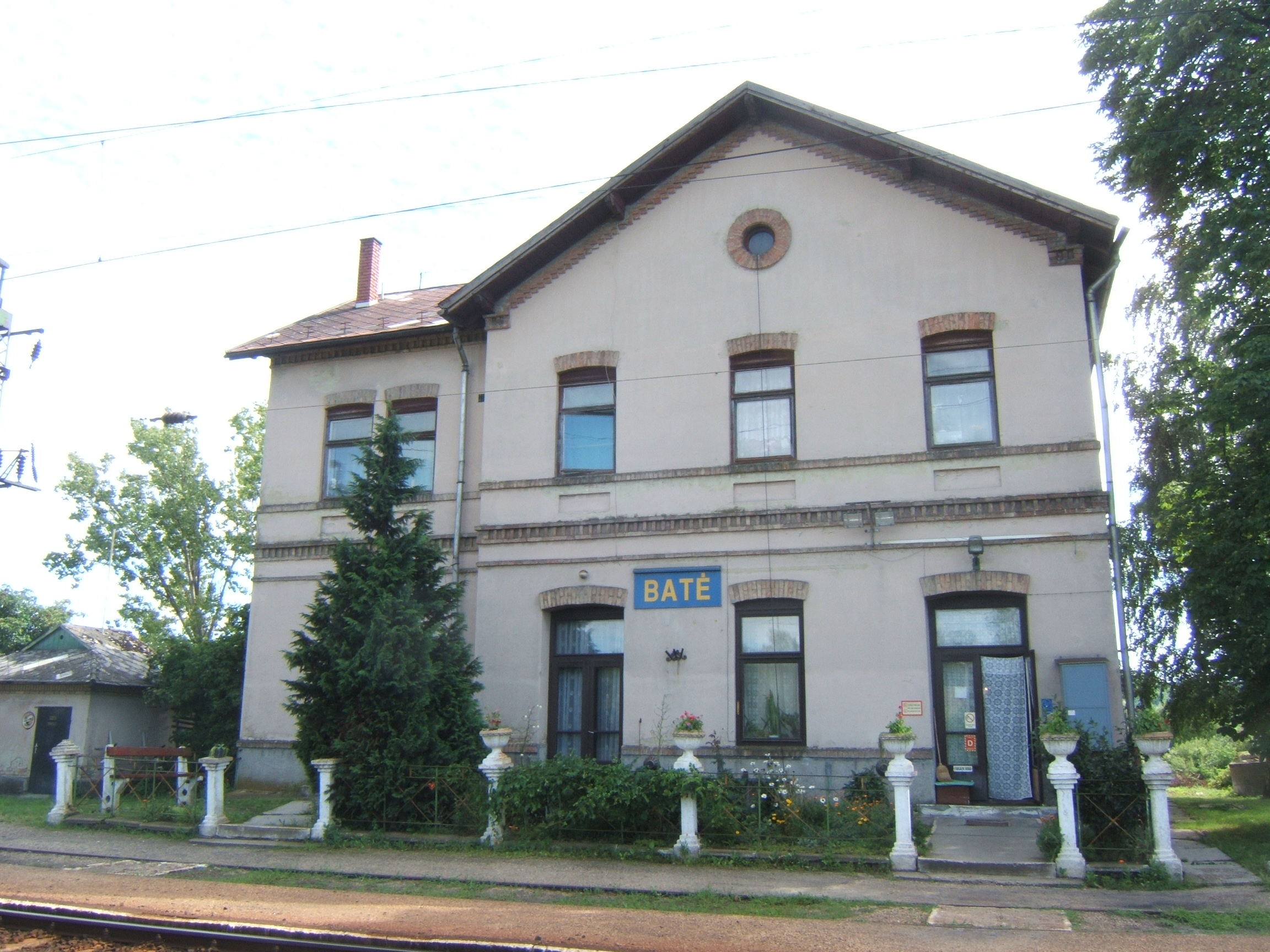
Bahnhof in Baté